# Parnaoz Chikviladze
Parnaoz Chikviladze (n. 14 aprilie 1941, Akhmeta, Republica Sovietică Socialistă Gruzină, URSS – d. 14 iunie 1966, Moscova, RSFS Rusă, URSS) a fost un judocan ce a reprezentat Uniunea Republicilor Sovietice Socialiste, medaliat olimpic. A participat la o ediție a Jocurilor Olimpice (1964) în care a câștigat o medalie de bronz.

## Participări
Lista de mai jos prezintă principalele competiții la care a participat Parnaoz Chikviladze de-a lungul carierei.
- judo at the 1964 Summer Olympics – men's +80 kg[*]